# Lepisorus stolzii
Lepisorus stolzii là một loài dương xỉ trong họ Polypodiaceae. Loài này được Pic.Serm. mô tả khoa học đầu tiên năm 1946.
Danh pháp khoa học của loài này chưa được làm sáng tỏ. 